# Marie-Catherine Daniel
Pour les articles homonymes, voir Daniel.
 (mai 2023).
Marie-Catherine Daniel, née le 28 avril 1965, est une écrivaine française. Poétesse, nouvelliste et romancière, elle a écrit pour les adultes et pour la jeunesse. Ses ouvrages les plus connus relèvent de la fantasy et du fantastique.

## Biographie
Marie-Catherine Daniel est née le 28 avril 1965. En 1983, elle publie un recueil de poèmes, L'Ombre des fumées, aux éditions Saint-Germain-des-prés. Dans les années 1990, elle s'installe à la Réunion où elle travaille à l'université. Depuis 2018, elle vit en Creuse. Ce n'est qu'au début des années 2000 qu'elle entreprend de publier régulièrement ses écrits en répondant à des appels à textes puis en adressant des manuscrits à des éditeurs. En 2010, elle s'implique dans le collectif d'auteurs amateurs CoCyclics, qui vise à aider les nouveaux auteurs à retravailler leurs textes avant de les soumettre à des éditeurs ; elle y devient permanente pendant deux ans. Dans les années 2010, elle publie des poèmes et des nouvelles relevant surtout des littératures de l'imaginaire dans plusieurs revues et anthologies amateures ou professionnelles. En 2011, elle publie un album, Les Cornes de Petit Bison, destiné à un jeune public, puis, en 2012, Rose-thé et gris-souris, un roman destiné davantage à un public adulte. En 2013, elle publie La Forêt des Gardiens, un roman tous publics qui paraît sous la forme d'un feuilleton en 6 épisodes avant d'être rassemblé en intégrale. Marie-Catherine Daniel poursuit ensuite l'écriture de romans adressés tantôt à tous types de lectorats, tantôt à un jeune public.

## Œuvres

### Romans
- 2011 : Les Cornes de Petit Bison, Argemmios (album jeunesse).
- 2012 : Rose-thé et gris-souris, Les Roses Bleues Éditions. Réédité en 2014 chez Milady/Bragelonne.
- 2017 : Les Aériens, Sarbacane, coll. Pépix Noir (roman jeunesse).
- 2018 :  Entre troll et ogre, ActuSF, coll. Badwolf
- 2019 : Rose-thé et gris souris, (nouvelle édition), Gephyre Editions, coll. poche.
- 2019 : La Forêt des Gardiens, (nouvelle édition), à partir de 11 ans, Editions du 38, coll. du Fou.
- 2019 : Le loupiot de la Maison des Vosges, (nouvelle édition), Editions du 38, coll. du Fou.
- 2022 : Les Garloup, ActuSF[6], Coll. Quand est-ce qu'on lit ?
- 2024 : Coeurpol, Gephyre Editions

### Nouvelles
- 2007 : « Domini cane », dans l'anthologie Sans Dominique Fixe, M2 Editions Paris-Sorbonne.
- 2007 : « Forum Dominique », dans l'anthologie Sans Dominique Fixe, M2 Editions Paris-Sorbonne.
- 2007 : « Le rêve de la Terre », dans l'anthologie Sens dessus dessous, recueil des textes lauréats du concours du 6e Prix Calipso.
- 2009 : « La Caverne des Centaures mâles », dans l'anthologie Les Héritiers d’Homère, Argemmios, coll. "Périples mythologiques". Rééditée en 2016 chez Mythologica (édition numérique).
- 2010 : « Papillons et limaçons », dans la revue canadienne Virages, n°52.
- 2010 : « La Belle au train dormant », dans la revue canadienne Virages, n°53.
- 2010 : « Café, olives et rhumatismes », dans la revue Borderline, n°17.
- 2012 : « Virus », dans la revue québécoise Asile, n°6.
- 2012 : « Triple totem », dans l'anthologie Chants de totem, Argemmios, coll. "Périples mythologiques".
- 2019 : « La steppe de Yenislava», dans le fanzine québécois Horrific #133

### Poèmes
- 1983 : L’ombre des fumées, éditions Saint-Germain-des-prés.
- 2005 :  « Je suis l’enfant de honte, je suis l’enfant de haine », publication des lauréats du Prix du Printemps des poètes de l’Université de la Réunion.
- 2007 : « Lettre à mon enfant à naître », publication des lauréats du Prix du Printemps des poètes de l’Université de la Réunion.
- 2008 : Enfants du 20 décembre 1848, sept poèmes illustrant l’exposition éponyme de tableaux et sculptures de Rieul Pade, Saint-Benoît de la Réunion (seconde exposition à Saint-Denis de la Réunion en 2011).
- 2012 : « Fatras politico-fantastique », dans l'anthologie Appel d'air 2, éditions ActuSF, coll. Les Trois Souhaits.
- 2014 : «Sous le banyan...», « La soie de la suie... », dans l'anthologie de Pantouns, Une poignée de pierreries (sous la direction de Jérôme Bouchaud et Georges Voisset).